# Pinokkio de Sprookjesmusical
Pinokkio de Sprookjesmusical is een musical over Pinokkio, gebaseerd op het gelijknamige boek van Carlo Collodi. De musical ging op 20 september 2015 in première in het Efteling Theater en werd daar tot 28 maart 2016 opgevoerd. Op 29 maart 2016 maakte de Efteling bekend dat Pinokkio de Sprookjesmusical op tournee ging en was vanaf 16 oktober 2016 te zien in ruim vijftig verschillende theaters in Nederland en België

## Verhaal
Geppetto de timmerman werkt al maanden om zijn houten pop af te krijgen. Stiekem droomt hij van een eigen zoon. Wanneer Fay de Fee de opdracht krijgt om de pop, die Pinokkio heet, tot leven te toveren, gaat ze op zoek naar Gepetto. Doordat Fay de Fee erg klunzig is, breekt haar toverstok. Een dorpeling verwijst haar door naar Geppetto. Hij zou in staat moeten zijn om haar toverstok te maken. Nadat hij de toverstaf heeft gelijmd, besluit de Fee Pinokkio om te toveren in een echte jongen. Fay kreeg de opdracht om Pinokkio een brave, levende knul te maken. Ze probeerde een oplossing te zoeken hoe ze een 'brave' jongen kon maken. Daar bedacht ze wat op: Pinokkio's neus zou groeien wanneer hij loog. 
Geppetto besluit dat het voor Pinokkio tijd is om naar school te gaan. Tijdens zijn tocht naar school komt Pinokkio Kat en Vos tegen. Zij nemen Pinokkio mee naar de beroemde Constanzo. Contanzo heeft een reizend marionettentheater. Het lijkt Pinokkio leuk om een avond in de schijnwerpers te staan en hij besluit mee te werken. Voor het werk dat Pinokkio heeft verricht krijgt hij een aantal goudstukken. Als Pinokkio wil vertrekken, vertelt Constanzo dat ze met de voorstelling door Italië zullen gaan reizen, maar dat gaat Pinokkio te ver. 
Zodra Pinokkio ontsnapt van Contanzo, komt hij Kat en Vos weer tegen. Zij brengen Pinokkio naar de Wonderweide. Op de Wonderweide zou Pinokkio zijn goudstukken kunnen verdubbelen, door deze te begraven en hierna één nacht te wachten. Pinokkio trapt in de streken van Kat en Vos en de volgende dag is al zijn geld verdwenen. 
Pinokkio besluit de weg naar huis te zoeken, totdat hij alle schoolkinderen tegenkomt. De schoolkinderen worden vergezeld door Signoro Pericolo, de baas van Pretland. Hij vraagt alle kinderen, voor een kleine bijdrage, mee te komen naar Pretland, waar je tijdens de zomer alleen maar plezier kon beleven. Pinokkio besluit onwetend met de andere schoolkinderen mee te gaan. Eenmaal in Pretland merkt Pinokkio al snel dat er iets niet helemaal klopt. Hij wordt aangesproken door een ezel die hem vertelt dat hij vroeger ook een normaal jongetje was en dat Signoro Pericolo hen allemaal in ezels zou veranderen. Pinokkio besluit te ontsnappen en op zoek te gaan naar Geppetto.
Geppetto was ondertussen al een zoektocht gestart naar Pinokkio. Hij ging over woeste zeeën om Pinokkio te kunnen vinden, waarbij hij in de buik van een enorm zeemonster terechtkomt. Wanneer Pinokkio op zoek probeert te gaan naar Geppetto, belandt ook hij in de woeste zee en wordt opgeslokt door hetzelfde zeemonster. In de buik van dat zeemonster wordt hij herenigd met Geppetto. Samen bedenken ze een plan om weer thuis te komen.
Uiteindelijk leert Pinokkio van alle fouten die hij heeft gemaakt, dat hij een brave jongen moet zijn. Samen leeft hij met Geppeto nog lang en gelukkig.

## Soundtrack
- Ouverture / Heb Geduld (Fee Fay)
- Geppetto (Geppetto en Ensemble)
- Ik Hou Van Dansen (Geppetto en Pinokkio)
- Applaus (Contanzo en Ensemble)
- Geppetto - Reprise (Geppetto)
- Wonderweide (Vos en Kat)
- Slaapliedje (Vos en Kat)
- Ik Weet Dat Ik Het Kan (Fee Fay)
- Pretland (Signoro Pericolo en Ensemble)
- Dat is Thuis (Geppetto en Pinokkio)
- Ik Hou Van Dansen - Reprise (Geppetto, Pinokkio, Fee Fay en Ensemble)

## Rolverdeling

### Cast
| Rol              | Cast 2015-2016                                       |
| ---------------- | ---------------------------------------------------- |
| Pinokkio         | Jannes Heuvelmans Davy Gomez Max Mies Thijs Overpelt |
| Geppetto         | Simon Zwiers                                         |
| Fee Fay          | Alexandra Alphenaar                                  |
| Constanzo        | Ara Halici                                           |
| Kat en Vos       | Barry Beijer                                         |
| Signoro Pericolo | Ara Halici                                           |

### Ensemble
Amy Beekmans, Sanne Groenen, Alyssa Luypaert, Loek Meijer en Sven Stevens.

### Vaste kindercast
Aniek Vromans, Britt van Doorn, David Oudijk, Elaine Hakkaart, Floor Brüggenwirth, June Corino, Kobe Verdonk, Lani Lauwers, Loeki Jeuken, Manouk Pluis, Max Hameeteman, Sam Weytjens, Thijmen de Koeijer, Thijmen Staps en Valerie Lemon.

## Pinokkio-school
Naast de vaste kindercast spelen er ook elke voorstelling 30 kinderen eenmalig mee in deze productie. Efteling Theaterproducties wil hiermee honderden kinderen de kans geven om eenmalig mee te spelen in een echte musical. In totaal hebben 1300 kinderen uit Vlaanderen en Nederland eenmalig meegespeeld in deze productie. Deze kinderen kregen allemaal professionele theaterworkshops tijdens de Pinokkio-school.